# Sulawesidwerghoningeter
De sulawesidwerghoningeter (Myzomela chloroptera) is een endemische soort honingeter die voorkomt op Sulawesi.

## Verspreiding en leefgebied
De sulawesidwerghoningeter komt voor op Sulawesi en omliggende eilanden, zo ook op de Soela-groep (die tot de Molukken behoort) en telt drie ondersoorten:
- M. c. chloroptera: noordelijk, centraal en zuidoostelijk Sulawesi en de Soela-groep.
- M. c. juga: zuidwestelijk Sulawesi.
- M. c. eva: Selayar en Tanahjampea.

## Status
De sulawesidwerghoningeter heeft een groot verspreidingsgebied en daardoor alleen al is de kans op de status  kwetsbaar (voor uitsterven) gering. De grootte van de populatie is niet gekwantificeerd. De vogel is schaars, maar plaatselijk ook wel algemeen voorkomend. Om deze redenen staat deze dwerghoningeter als niet bedreigd op de Rode Lijst van de IUCN.